# Zamostec
Zamostec este o localitate din comuna Sodražica, Slovenia, cu o populație de 209 locuitori.